# Atomaria gutta
Atomaria gutta là một loài bọ cánh cứng trong họ Cryptophagidae. Loài này được Newman miêu tả khoa học năm 1834.